# Tim Mastnak
Tim Mastnak (31 januari 1991) is een Sloveense snowboarder. Hij vertegenwoordigde zijn vaderland op de Olympische Winterspelen 2018 in Pyeongchang.

## Carrière
Bij zijn wereldbekerdebuut, in maart 2011 in Chiesa in Valmalenco, scoorde Mastnak direct wereldbekerpunten. In januari 2014 behaalde hij in Rogla zijn eerste toptienklassering in een wereldbekerwedstrijd. Op de FIS wereldkampioenschappen snowboarden 2015 in Kreischberg eindigde de Sloveen als 28e op de parallelslalom en als dertigste op de parallelreuzenslalom. In de Spaanse Sierra Nevada nam Mastnak deel aan de FIS wereldkampioenschappen snowboarden 2017. Op dit toernooi eindigde hij als 32e op de parallelslalom en als 39e op de parallelreuzenslalom. Tijdens de Olympische Winterspelen van 2018 in Pyeongchang eindigde hij als zestiende op de parallelreuzenslalom. Op 3 maart 2018 stond hij in Kayseri voor de eerste maal in zijn carrière op het podium van een wereldbekerwedstrijd. Een week later boekte hij in Scuol zijn eerste wereldbekerzege.

## Resultaten

### Olympische Winterspelen
| Jaar | Plaats      | Resultaten               |
| ---- | ----------- | ------------------------ |
| 2018 | Pyeongchang | 16e Parallelreuzenslalom |
| 2022 | Peking      | Parallelreuzenslalom     |

### Wereldkampioenschappen
| Jaar | Plaats        | Resultaten                                                          |
| ---- | ------------- | ------------------------------------------------------------------- |
| 2015 | Kreischberg   | 28e Parallelslalom 30e Parallelreuzenslalom                         |
| 2017 | Sierra Nevada | 32e Parallelslalom 39e Parallelreuzenslalom                         |
| 2019 | Park City     | 28e Parallelslalom · Parallelreuzenslalom                           |
| 2021 | Rogla         | 17e Parallelslalom 13e Parallelreuzenslalom                         |
| 2023 | Bakoeriani    | 23e Parallelslalom 12e Parallelreuzenslalom 13e Parallelslalom team |
| 2025 | Engadin       | 10e Parallelslalom 10e Parallelreuzenslalom 15e Parallelslalom team |

### Wereldbeker
Eindklasseringen
| Seizoen   | Algm | PAR | PSL | PGS |
| --------- | ---- | --- | --- | --- |
| 2010/2011 | 149e | 69e | –   | –   |
| 2011/2012 | –    | 38e | –   | –   |
| 2012/2013 | –    | 38e | 65e | 30e |
| 2013/2014 | –    | 26e | 44e | 17e |
| 2014/2015 | –    | 33e | 32e | 38e |
| 2015/2016 | –    | 21e | 29e | 15e |
| 2016/2017 | –    | 25e | 26e | 24e |
| 2017/2018 | –    | 11e | 23e | 9e  |

Wereldbekerzeges
| Datum            | Plaats        | Onderdeel            |
| ---------------- | ------------- | -------------------- |
| 10 maart 2018    | Scuol         | Parallelreuzenslalom |
| 13 december 2018 | Carezza       | Parallelreuzenslalom |
| 23 februari 2019 | Secret Garden | Parallelreuzenslalom |
| 7 december 2024  | Yanqing       | Parallelreuzenslalom |